# Metro we Frankfurcie nad Menem
Metro we Frankfurcie nad Menem (niem. U-Bahn Frankfurt am Main) – system szybkiej podziemnej kolei miejskiej we Frankfurcie nad Menem oraz w sąsiadujących z nim miastach Oberursel i Bad Homburg w Niemczech. Posiada 86 stacji (w tym 39 podziemnych) rozmieszczonych na 9 liniach o łącznej długości prawie 111 km. Długość torowisk (częściowo używanych wspólnie przez kilka linii) wynosi prawie 65 km. Budowę metra rozpoczęto w 1963 roku Pierwszy odcinek oddany został w 1968. Dziennie z metra korzysta ponad 350 000 pasażerów.

## Charakterystyka sieci
Metro we Frankfurcie określane jest po niemiecku oficjalnie jako Stadtbahn (dosłownie kolej miejska, w znaczeniu bliskie do „premetro”), jednak przystanki oznaczane są symbolem dużej litery U, właściwym dla sieci U-Bahn (dla odróżnienia od S-Bahn, Stadtschnellbahn, „szybkiej kolei miejskiej”).
Metro posiada trzy tunele pod centrum miasta, oznaczane literami A, B i C, przy czym tunele B i C posiadają na wschodzie i południowym wschodzie miasta po dwa podziemne odgałęzienia (inne szlaki rozdzielają się na powierzchni). Tunel w obrębie planowanej trasy D przyłączono jako północno-zachodnie zakończenie do tunelu B. Trasa C między stacjami Hauptwache i Konstablerwache pod Zeil, główną ulicą handlową miasta, przez będący własnością Deutsche Bahn czterotorowy tunel wspólny z S-Bahn (korzysta z dwóch skrajnie położonych torów, podczas gdy tory środkowe używane są przez S-Bahn). Czwarty krótki odcinek tunelowy znajduje się na północnym zachodzie miasta na osiedlu Nordweststadt pod centrum handlowym Nordwestzentrum. 

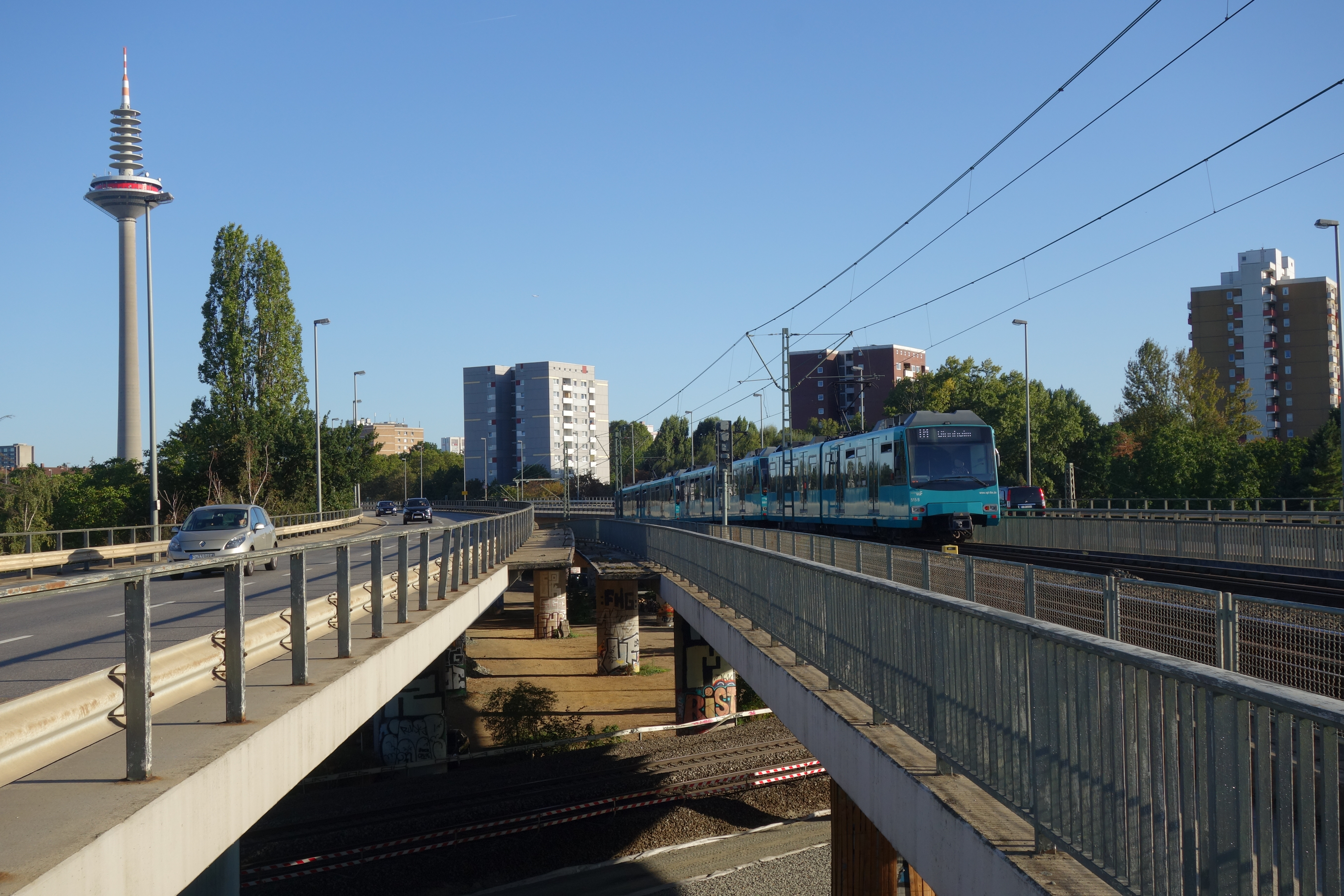
Podwyższona trasa autostrady i metra w pobliżu stacji „Niddapark”, z widokiem na Ginnheim; Wieża „Europaturm” po lewej stronie.

Ponadto sieć metra zawiera jeden bezkolizyjny odcinek na nasypie i estakadzie między stacjami Römerstadt i Ginnheim. Większość tras prowadzona jest jako torowiska wydzielone w obrębie przestrzeni ulicznej lub prowadzone niezależnie, jednak posiada jednopoziomowe skrzyżowania z ruchem kołowym i pieszym. Krótki odcinek z dzielnicy Nordend-West prowadzony jest w obrębie jezdni z szynami rowkowymi w sposób zbliżony do tramwaju. Wynika to z faktu, że większość tras metra jest przekształconymi liniami tramwajowymi.
Perony mają zasadniczo wysokość 80 cm ponad poziomem główki szyny, z wyjątkiem dwóch stacji, które mają częściowo niższe perony.

## Tabor

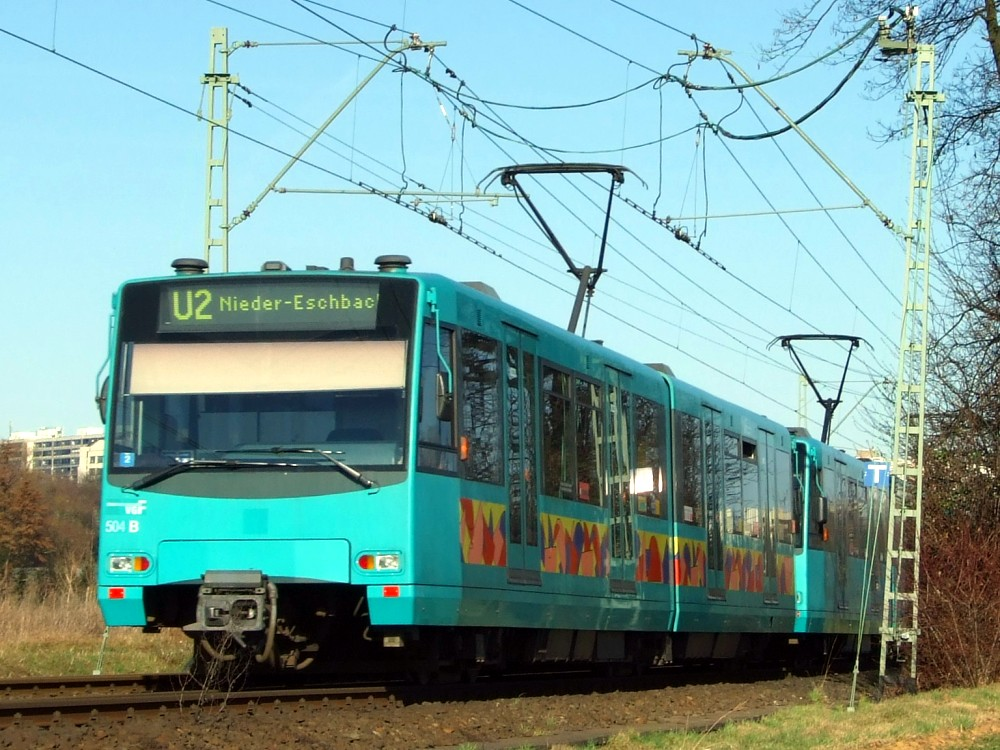
Wagon typu U4

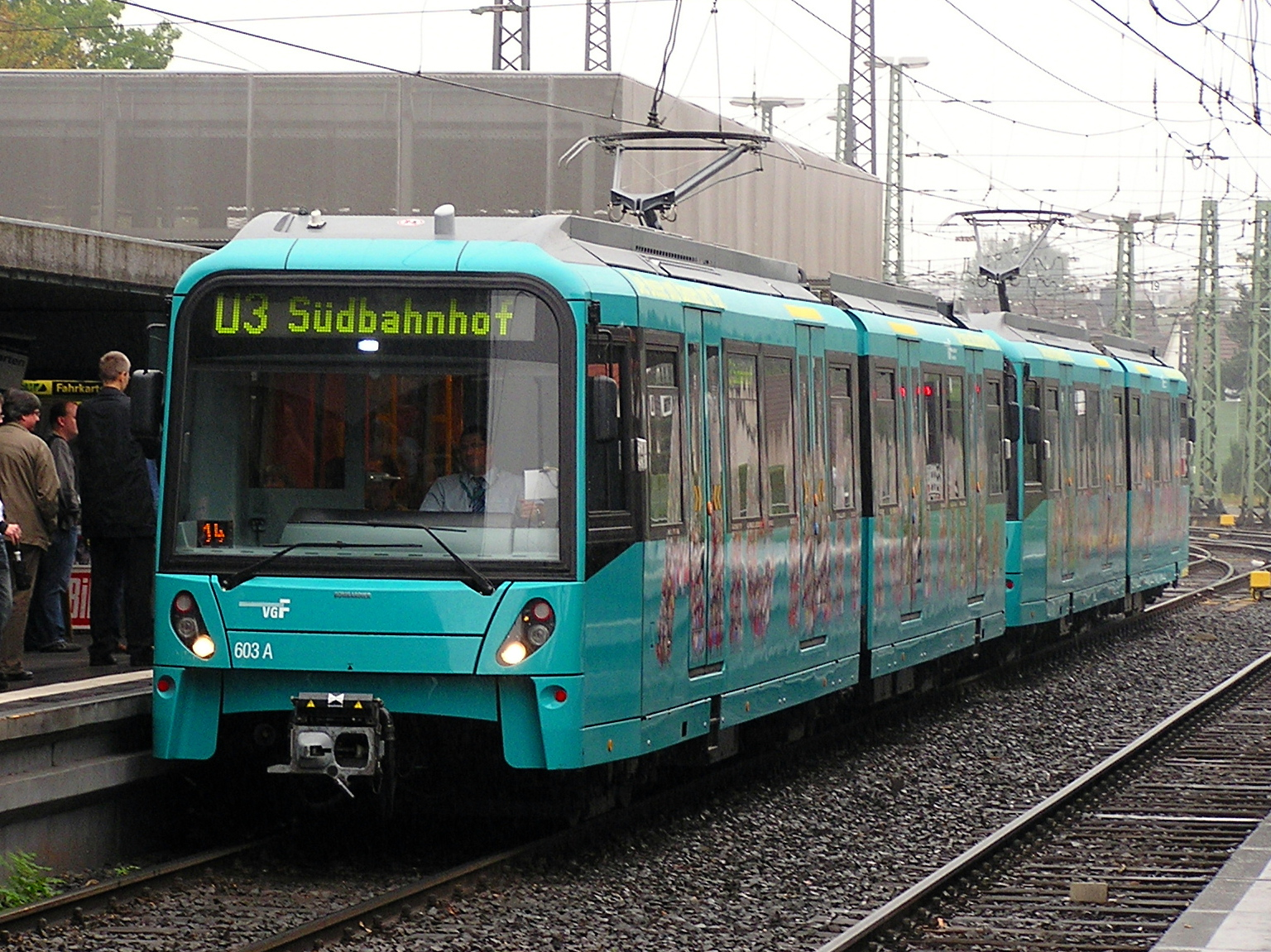
Wagon typu U5-25

Tabor ma szerokość 265 cm i jest zasilany z sieci napowietrznej zasilanej prądem stałym o napięciu 600 V. Eksploatowane wysokopodłogowe dwukierunkowe jednoprzestrzenne wagony należą do typów o oznaczeniach U4, U5-25 i U5-50:
- Wagony typu U4 i U5-25 składają się z dwóch członów na trzech wózkach z napędowymi wózkami skrajnymi i centralnym wózkiem Jakobsa. Wnętrze członów połączone jest przegubem.
- Wagony typu U5-50 są czteroczłonowe i odpowiadają dwóm wagonom U5-25 z tylko jednym stanowiskiem motorniczego, połączonym na końcach bez pulpitu sterowniczego sprzęgiem i miechem przegubu.

Możliwe jest dowolne wzajemne sprzęganie mechaniczne i elektryczne wszystkich używanych typów. Wagony wszystkich typów wyposażone są w dwuskrzydłowe drzwi przesuwno-odskokowe, po dwoje na każdą stronę członu.

## Linie metra
- U1 Ginnheim – Römerstadt – Nordwestzentrum – Hauptwache – Willy-Brandt-Platz – Südbahnhof
- U2 Bad Homburg-Gonzenheim – Ober-Eschbach – Nieder-Eschbach – Bonames – Hauptwache – Willy-Brandt-Platz – Südbahnhof
- U3 Oberursel-Hohemark – Oberursel – Niederursel – Hauptwache – Willy-Brandt-Platz – Südbahnhof
- U4 Enkheim – Schäfflestraße – Seckbacher Landstraße – Bornheim – Konstablerwache – Willy-Brandt-Platz – Hauptbahnhof – Festhalle/Messe – Bockenheimer Warte
- U5 Preungesheim – Eckenheim – Hauptfriedhof – Konstablerwache – Willy-Brandt-Platz – Hauptbahnhof
- U6 Hausen – Bockenheimer Warte – Hauptwache – Konstablerwache – Ostbahnhof
- U7 Heerstraße – Bockenheimer Warte – Hauptwache – Konstablerwache – Eissporthalle – Hessen-Center – Enkheim
- U8 Riedberg – Niederursel – Hauptwache – Willy-Brandt-Platz – Südbahnhof
- U9 Nieder-Eschbach – Riedberg – Niederursel – Nordwestzentrum – Römerstadt – Ginnheim

Schemat linii metra we Frankfurcie nad Menem (2019)

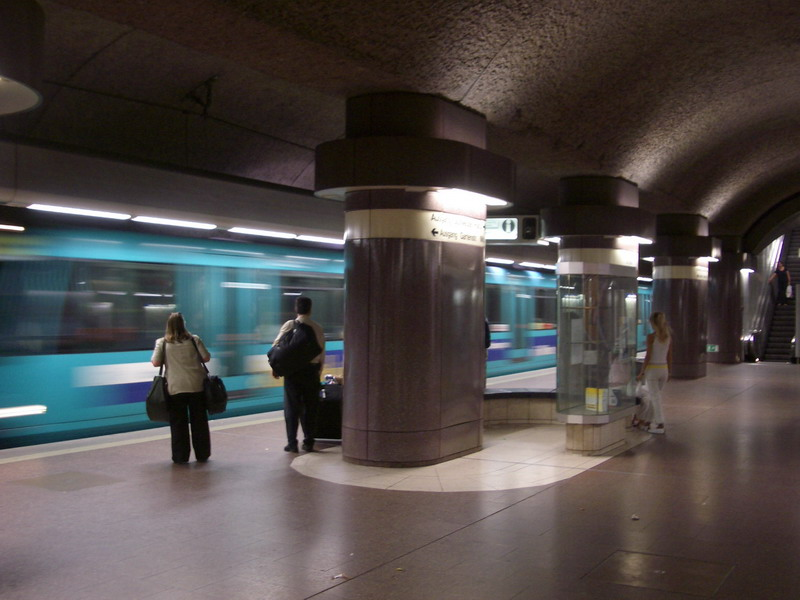
Stacja metra U1/U2/U3/U8 Schweizer Platz

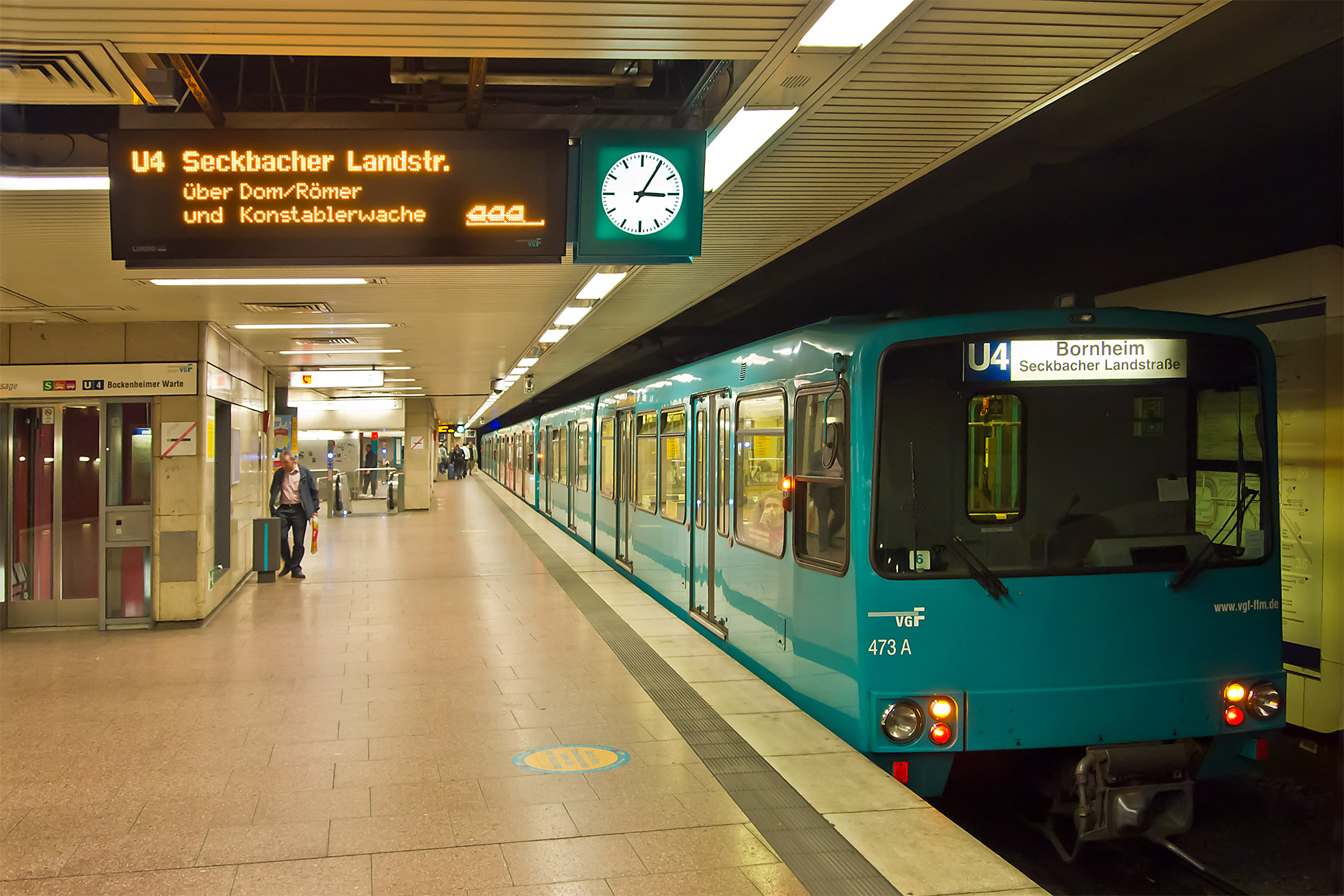
Stacja metra U4/U5 Hauptbahnhof